# Ana Guarinos López
Ana Cristina Guarinos López (Zaragoza, 3 de junio de 1969), más conocida como Ana Guarinos López, es una abogada y política española, miembro del Partido Popular, que ha desempeñado diversas responsabilidades políticas en la provincia de Guadalajara. Desde junio de 2023 es  alcaldesa de Guadalajara. Además, es coordinadora general del Partido Popular de Castilla-La Mancha desde julio del 2022.

## Biografía
Nacida en Zaragoza el 3 de junio de 1969, está casada. Es licenciada en Derecho por la Universidad de Zaragoza y abogada. Desde muy pequeña se fue a vivir a Molina de Aragón junto a su familia, donde comenzó su trayectoria política. Actualmente, reside en Guadalajara, municipio del que fue elegida alcaldesa el 17 de junio de 2023.

## Trayectoria política
Su trayectoria política comenzó como concejal del Partido Popular en el Ayuntamiento de Molina de Aragón, entre 1999 y 2007. En esos años también fue diputada provincial de Guadalajara entre 1999 y 2000, y como diputada en el Congreso de los Diputados, entre el 2000 y 2003, año en el que fue elegida diputada regional en la sexta legislatura de las Cortes de Castilla-La Mancha por la circunscripción de Guadalajara. En la séptima legislatura continuó como diputada regional, cargo al que renunció en 2011.
Tras los resultados de las elecciones municipales de 2011, fue elegida concejal del Ayuntamiento de Guadalajara. Además fue designada presidenta de la Diputación Provincial de Guadalajara, tras la victoria del Partido Popular en la institución provincial. En junio de 2012 es elegida presidenta provincial del Partido Popular de Guadalajara, sucediendo a Antonio Román Jasanada, cargo que ostentó hasta julio de 2021.
Tras las elecciones municipales de 2015, el Partido Popular consigue revalidar, junto con Ciudadanos, la Diputación Provincial, pero Ana Guarinos deja de ser presidenta de la institución. La sustituye José Manuel Latre Rebled, también del Partido Popular. Guarinos asume la vicepresidencia primera de la Diputación Provincial.
En las elecciones autonómicas del 2019, encabeza la candidatura del Partido Popular a las Cortes de Castilla-La Mancha por la provincia de Guadalajara, siendo elegida diputada regional y, además, vicepresidenta segunda de la Cámara.
Desde abril de 2022 forma parte del Comité Ejecutivo Nacional del PP, constituido tras la elección de Alberto Núñez Feijóo como presidente del Partido Popular. Además, en julio es nombrada coordinadora general del Partido Popular de Castilla-La Mancha por el presidente del PP en la región castellanomanchega, Paco Núñez.
En enero de 2023, fue designada como candidata del Partido Popular a la alcaldía de Guadalajara. Tras las elecciones municipales del 28 de mayo de 2023, y tras un acuerdo de Gobierno con Vox, el Partido Popular recupera el Ayuntamiento y Ana Guarinos es elegida alcaldesa de Guadalajara.